# 耐梅盖特龙属
耐梅盖特龙是種蜥腳下目恐龍，生存於白堊紀晚期的蒙古。屬名取自化石發現地，戈壁沙漠的耐梅蓋特盆地。標本包含單一個頭骨，形狀長而低矮並有鉛筆狀牙齒，類似梁龍科，但近代研究表明牠是一種泰坦巨龍類，與薩爾塔龍、阿拉摩龍、掠食龍有接近親緣關係。

## 研究歷史

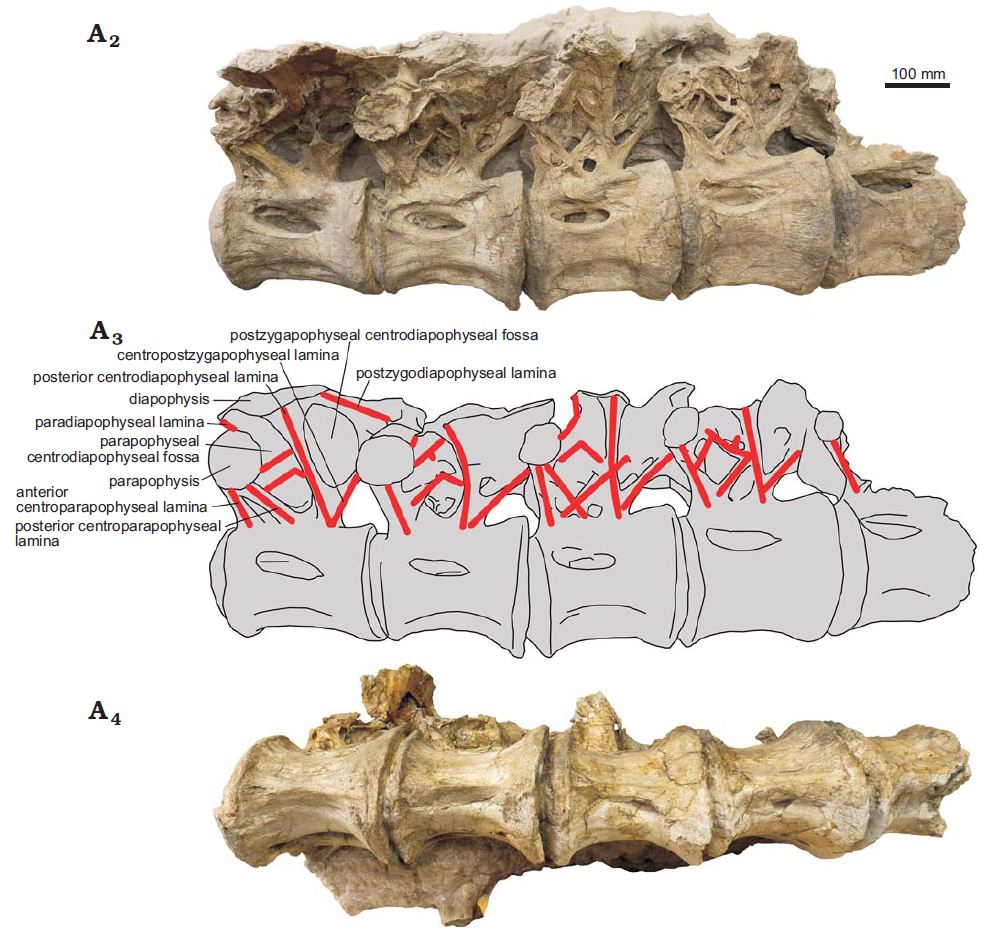
可能屬於耐梅盖特龙的脊椎

耐梅盖特龙的頭骨與缺乏頸部及頭骨的後凹尾龍來自同一地層。最初的研究認為納摩蓋吐龍屬於叉龍科而後凹尾龍屬於圓頂龍科，因此建立成兩個不同的屬。但現在了解到兩屬都是先進的泰坦巨龍類，甚至可能是同一物種。加上兩屬的正模標本皆來自同一地區，提升了後凹尾龍可能是耐梅盖特龙異名的可能性。
模式種蒙古耐梅盖特龙（N.mongoliensis）是由Nowinski於1971年根據編號ZPAL MgD-I/9標本所敘述。第二個種耙齒耐梅盖特龙（N. pachi）由董枝明於1977年根據編號IVPP V.4879標本的牙齒所敘述，但狀態為疑名。
2019年Alexander O. Averianov和Alexey V. Lopatin討論了一些1949年發現的蜥腳類脊椎和股骨，指出它們與後凹尾龍的同部位骨骼有差異，並指出這些可能來自耐梅盖特龙，進一步支持了兩屬各自是獨立的物種。

## 敘述

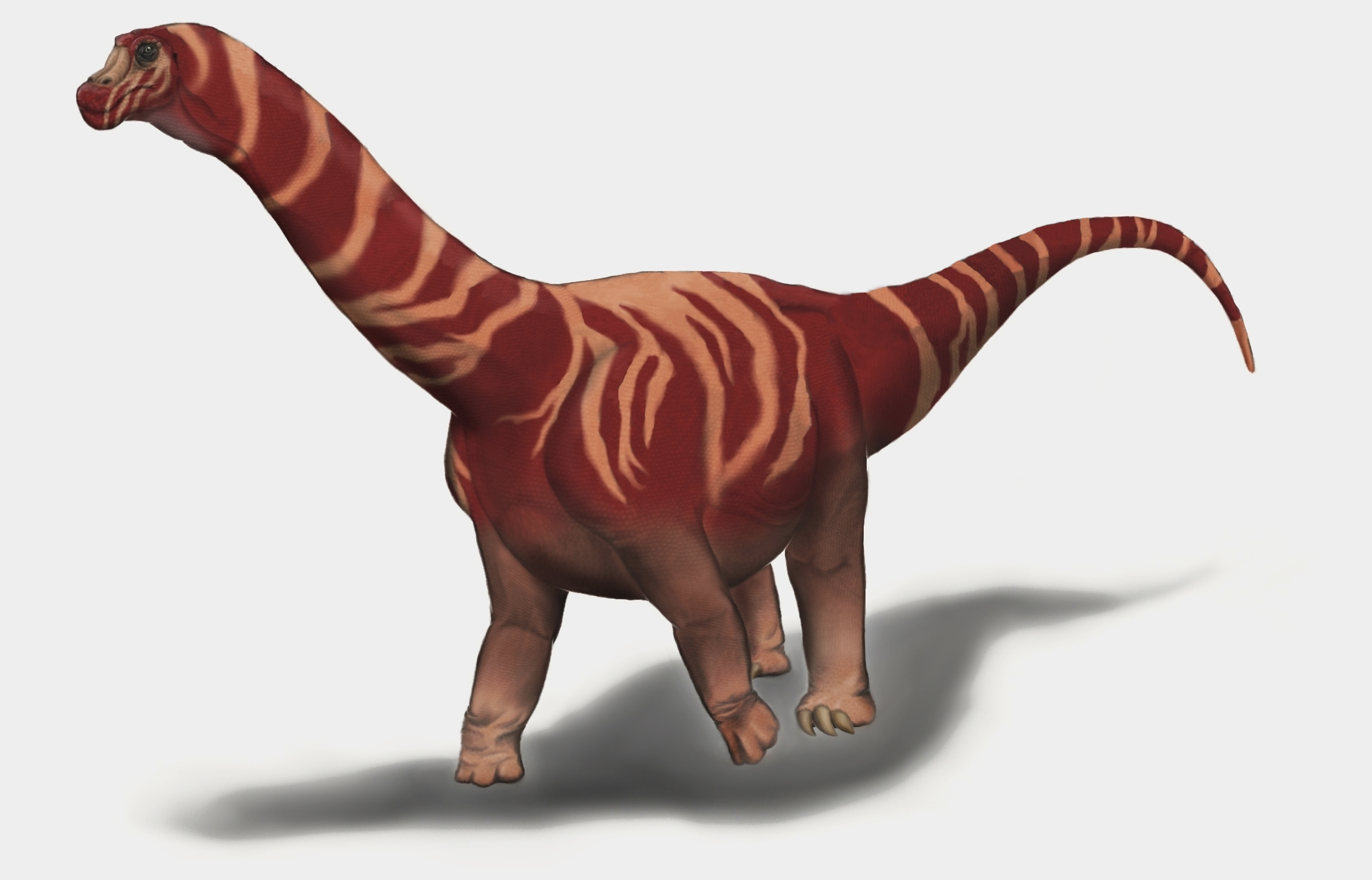
全身復原圖

如同其他泰坦巨龍類，耐梅盖特龙的牙齒呈細長鉛筆狀，銳角向下形成鑿狀尖端。耐梅盖特龙的食性未知，因為戈壁沒有發現植物化石，但推測可能以白堊紀晚期越趨多樣的開花植物、或依然常見的蕨類和針葉樹為食。不確定耐梅盖特龙會在樹木高處覓食或以生長緩慢的低矮植物為食，而親緣的泰坦巨龍類具有長頸（如掠食龍）以及短頸（如博妮塔龍）兩種覓食模式。
2011年的研究比較恐龍、現代鳥類與爬行動物的鞏膜環大小，提出耐梅盖特龙可能是無定時活躍性的動物，覓食、移動行為跟白天黑夜沒有正相關，只休息短暫時間。

## 古生態學
耐梅盖特龙發現於耐梅蓋特組，年代為馬斯垂克階（約7200萬至6600萬年前），成為地球最後倖存的蜥腳類之一。當地是植披繁盛的河口三角洲及氾濫平原。耐梅盖特龙與似鳥龍科的似雞龍、阿瓦拉慈龍科的單爪龍、伶盜龍亞科的惡靈龍、大型巨爪的鐮刀龍、極常見的鴨嘴龍科櫛龍、暴龍科的特暴龍、以及可能的異名後凹尾龍共享棲地。其成年體型（長約12公尺）可防止受特暴龍之類的掠食者攻擊，但未成年個體顯得脆弱而容易成為目標。